# نو جونگ هیون
نو جونگ هیون (کره‌ای: 노종현؛ زادهٔ ۱۶ ژانویه ۱۹۹۳) بازیگر اهل کره جنوبی است. از آثاری وه در آنها ایفای نقش کرده‌است می‌توان به عشق یک کتاب پاداش است (۲۰۱۹)، غریبه‌هایی از جهنم (۲۰۱۹) و جوانی اشاره کرد.